# Elroy Chester
Elroy Chester (14 de junio de 1969 - 12 de junio de 2013), fue un reo con discapacidad intelectual en el corredor de la muerte de Texas que fue ejecutado el 12 de junio de 2013 a la edad de 43 años. Elroy fue declarado culpable en 1998 de haber disparado fatalmente a Willie Ryman III, un bombero en Port Arthur, Texas. Había confesado otros cuatro asesinatos, y su ADN fue ligado a tres violaciones. Su ejecución fue originalmente programada para el 24 de abril, pero debido a un error en la orden de ejecución, la fecha fue retrasada.
El sistema judicial de Texas dictaminó que Elroy era legalmente competente para ser ejecutado, a pesar de anotar menos de 70 en las pruebas de coeficiente intelectual y está colocado previamente en el Departamento de Programa delincuentes con retraso mental de justicia penal de Texas. En los alegatos finales de la acusación, se argumentó que su discapacidad era motivo para ejecutarlo. En octubre de 2012, la Corte Suprema se negó a escuchar una apelación de Elroy.